# كاليب سبراغ هنري
كاليب سبراغ هنري (بالإنجليزية: Caleb Sprague Henry)‏ هو كاهن أنجليكاني ومترجم أمريكي، ولد في 1804، وتوفي في 1884.